# Francysk Skaryna
Francysk Skaryna (Wit-Russisch: Францыск (Францішак) Скарына, Polatsk, 1470 - Praag, voor 29 januari 1552) was een Wit-Russische humanist, arts, vertaler en een van de eerste boekdrukkers van Oost-Europa.

## Biografie
Francysk Skaryna werd in 1470 geboren in een rijke familie van handelaren uit Polatsk. Hij verkreeg  zijn primaire onderwijs in Polatsk en waarschijnlijk ook gedeeltelijk in Vilnius. In 1504 staat hij ingeschreven als student bij de Jagiellonische Universiteit. Twee jaar later wist hij daar zijn Bachelor of Arts te halen. In 1512 wist hij aan de Universiteit van Padua de doctorstitel in geneeskunde te behalen.
In 1517 vestigde Skaryna zich in Praag waar hij een drukkerij overnam. Hier begon hij met het publiceren van een nieuw vertaalde bijbel. Op 6 augustus van dat jaar publiceerde hij zijn Bijbel die geschreven was in het Oudroetheens. Zijn Bijbel werd het tweede geprinte Bijbel in de Slavische wereld. In de jaren die volgden zou Skaryna nog verscheidene boeken publiceren vanuit zijn Praagse drukkerij. Na een uitbraak van een dodelijke ziekte in Praag vertrok hij in 1520 en verhuisde hij naar Vilnius. In Vilnius opende hij in 1522 de allereerste drukkerij van de stad. Acht jaar later verhuisde hij kortstondig naar Koningsbergen om vervolgens weer terug te keren naar Vilnius.
Skaryna werkte in 1532 als dokter en secretaris van de bisschop van Vilnius, Jan van de Litouwse Hertogen. Hij werd echter door de schuldeisers van zijn dode broer Ivan in de gevangenis gezet, maar door bemiddeling van zijn neef Roman bij koning Sigismund I werd hij vrijgelaten. Toen Skaryna werd vrijgelaten, stuurde hij een klachtenbrief met een terugvordering tegen de schuldeisers aan Sigismund I. In het antwoord op de klachtenbrief ontving hij twee certificaten van koninklijk privilege. Die certificaten ontsloten hem van de jurisdictie van alle autoriteiten behalve de koning.
In 1534 verhuisde Skaryna weer naar Praag waar hij in 1551 of 1552 overleed.

## Nalatenschap
Ondanks dat Skaryna's gepubliceerde Bijbel voornamelijk was geschreven in het Kerkslavisch was het doorspekt met het Oudroetheens. Skaryna zou daarom hiermee de basis hebben gelegd voor de Wit-Russische literaire taal. In Wit-Rusland zijn er twee prijzen naar Skaryna vernoemd. Daarnaast dragen diverse organisaties zijn naam en hebben verschillende steden in Litouwen en Wit-Rusland monumenten die voor hem zijn opgericht.